# Ujok, Velîkîi Bereznîi
Ujok (în ucraineană Ужок) este o comună în raionul Velîkîi Bereznîi, regiunea Transcarpatia, Ucraina, formată numai din satul de reședință.

## Demografie
Componența lingvistică a comunei Ujok
     Ucraineană (99,48%)
     Alte limbi (0,52%)
Conform recensământului din 2001, majoritatea populației comunei Ujok era vorbitoare de ucraineană (99,48%), existând în minoritate și vorbitori de alte limbi.